# Tony Collins
Ne pas confondre avec l'historien du sport Tony Collins.
Pour les articles homonymes, voir Collins.
Anthony Norman Collins, couramment appelé Tony Collins, est un footballeur puis entraîneur anglais, né le 19 mars 1926 à Kensington, quartier bourgeois de Londres et mort le 8 février 2021.
Évoluant au poste d'ailier gauche, il est principalement connu pour ses saisons à Torquay United, Watford et Crystal Palace mais c'est surtout en tant qu'entraîneur qu'il accède à la postérité, devenant le premier entraîneur noir à diriger une équipe de Football League lorsqu'il prend en main Rochdale en 1960. Il faudra attendre 1993 pour qu'un deuxième entraîneur noir lui succède, avec Keith Alexander.

## Biographie
Lors de sa carrière de joueur, il devient le tout premier joueur noir de Crystal Palace, lorsqu'il s'engage avec eux en 1957.
Il entraîne Rochdale de juin 1960 à septembre 1967, les menant à leur seule finale de League Cup en 1962, perdue 0-4 contre Norwich City.
Après avoir quitté Rochdale, il devient l'entraîneur-adjoint de Bristol City sous la direction d'Alan Dicks (en), de 1967 à 1980. Après le départ de celui-ci, il assure un bref intérim à la tête de l'équipe.

## Statistiques
| Équipe   | Depuis        | Jusqu'au          | Matches | Victoires | Nuls | Défaites | % Victoires |
| -------- | ------------- | ----------------- | ------- | --------- | ---- | -------- | ----------- |
| Rochdale | 1er juin 1960 | 30 septembre 1967 | 355     | 129       | 82   | 144      | 36,34       |